# 배방고등학교
배방고등학교(排芳高等學校)는 대한민국 충청남도 아산시 배방읍 북수리에 있는 공립 고등학교이다.

## 학교 연혁
- 2011년 8월 11일 : 학교 설립인가(36학급)
- 2014년 5월 9일 : 개교식
- 2023년 3월 1일 : 제4대 박은태 교장 부임
- 2025년 1월 9일 : 제9회 졸업식(15학급, 504명)
- 2025년 3월 4일 : 제13회 입학식(13학급, 452명)

## 참고 자료
- 배방고등학교 - 한국교육학술정보원 학교알리미